# Südostdeutsche Fußballmeisterschaft 1926/27

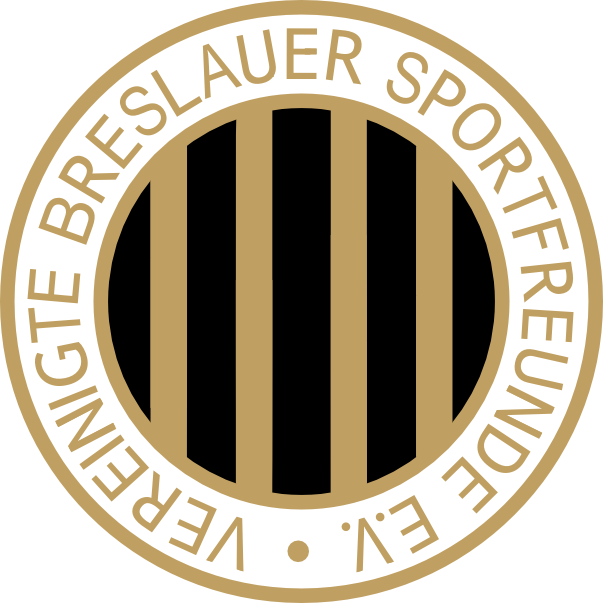
Vereinigte Breslauer Sportfreunde – Südostdeutscher Meister 1927

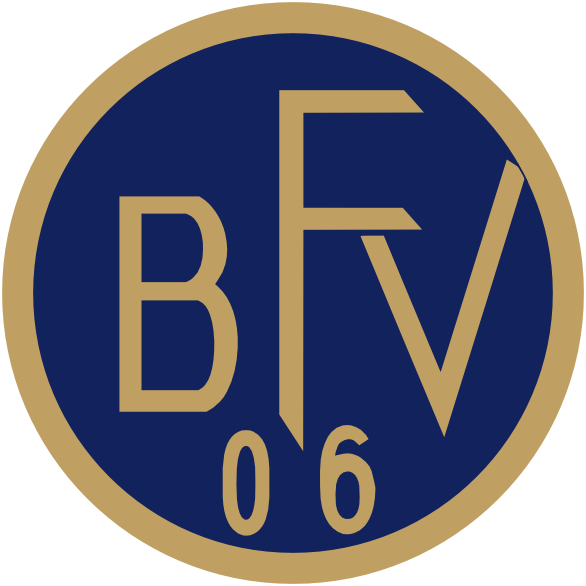
Breslauer FV 06-Stern – Südostdeutscher Vizemeister 1927

Die südostdeutsche Fußballmeisterschaft 1926/27 war die sechzehnte Austragung der südostdeutschen Fußballmeisterschaft des Südostdeutschen Fußball-Verbandes (SOFV). Die Meisterschaft gewannen zum sechsten Mal die Vereinigten Breslauer Sportfreunde in einem Entscheidungsspiel gegen den Breslauer FV 06-Stern mit 5:0, nachdem in der Endrunden-Tabelle Punktgleichheit herrschte. Durch den Gewinn dieser Verbandsmeisterschaft qualifizierten sich die Breslauer zum für die deutsche Fußballmeisterschaft 1926/27, bei der sie im Achtelfinale der SpVgg Fürth mit 1:3 unterlagen. Der Breslauer FV 06 qualifizierte sich als Vizemeister ebenfalls für diese Meisterschaft, schied jedoch auch bereits im Achtelfinale nach einer 0:3-Niederlage gegen den VfB Leipzig aus.

## Modus
Die Fußballmeisterschaft wurde in diesem Jahr erneut in sechs regionalen Meisterschaften ausgespielt, deren Sieger für die Endrunde qualifiziert waren. In einige Bezirken gab es weitere regionale Aufteilungen der obersten Liga.
| Bezirk          | Bezirksmeister                     | Bezirkseinteilung             |
| --------------- | ---------------------------------- | ----------------------------- |
| Niederlausitz   | FV Brandenburg Cottbus             |                               |
| Oberlausitz     | STC Görlitz                        |                               |
| Niederschlesien | VfB Liegnitz                       | Abteilung A, Abteilung B      |
| Mittelschlesien | Breslauer FV 06-Stern              | Breslau, Oels, Brieg, Namslau |
| Oberschlesien   | SpVgg Vorwärts-Rasensport Gleiwitz |                               |
| Bergland        | SV Preußen Glatz                   | Ost, West                     |

## Bezirksliga Niederlausitz
Die Bezirksliga Niederlausitz wurde in einer Gruppe ausgetragen. Der FV Brandenburg Cottbus wurde zum ersten Mal Niederlausitzer Meister und qualifizierte sich somit für die südostdeutsche Meisterschaftsendrunde.

### Abschlusstabelle
| Pl. | Verein                 | Sp. | S  | U | N  | Tore    | Quote | Punkte |
| --- | ---------------------- | --- | -- | - | -- | ------- | ----- | ------ |
| 1.  | FV Brandenburg Cottbus | 18  | 17 | 0 | 1  | 082:300 | 2,73  | 34:20  |
| 2.  | FC Viktoria Forst      | 18  | 12 | 2 | 4  | 075:290 | 2,59  | 26:10  |
| 3.  | Cottbuser FV 98 (M)    | 17  | 8  | 3 | 6  | 045:410 | 1,10  | 19:15  |
| 4.  | FC Deutschland Forst   | 18  | 8  | 1 | 9  | 041:410 | 1,00  | 17:19  |
| 5.  | SC Union Cottbus       | 17  | 5  | 6 | 6  | 034:360 | 0,94  | 16:18  |
| 6.  | SC Wacker Ströbitz     | 18  | 6  | 4 | 8  | 034:370 | 0,92  | 16:20  |
| 7.  | FC Askania Forst       | 18  | 6  | 2 | 10 | 033:340 | 0,97  | 14:22  |
| 8.  | Cottbuser SC A         | 18  | 6  | 1 | 11 | 038:690 | 0,55  | 13:23  |
| 9.  | VfB Weißwasser A (N)   | 18  | 5  | 3 | 10 | 032:610 | 0,52  | 13:23  |
| 10. | VfB 1901 Forst         | 18  | 3  | 4 | 11 | 021:570 | 0,37  | 10:26  |

| (M) | Titelverteidiger Bezirk    |
| (N) | Aufsteiger aus der Gauliga |

### Relegationsspiele
Die Sieger der drei zweitklassigen Gauligen trafen in einer Finalrunde aufeinander, um den Teilnehmer an den Relegationsspielen gegen den Achtplatzierten der Bezirksliga zu ermitteln.
Gauliga Meisterschaft (2. Klasse):
| Pl. | Verein                                       | Sp. | S | U | N | Tore    | Quote | Punkte |
| --- | -------------------------------------------- | --- | - | - | - | ------- | ----- | ------ |
| 1.  | 1. FC Guben (Sieger Gauliga Forst)           | 2   | 1 | 1 | 0 | 005:400 | 1,25  | 03:10  |
| 2.  | SC Viktoria Cottbus (Sieger Gauliga Cottbus) | 2   | 0 | 2 | 0 | 002:200 | 1,00  | 02:20  |
| 3.  | VfB Senftenberg (Sieger Gauliga Senftenberg) | 2   | 0 | 1 | 1 | 004:500 | 0,80  | 01:30  |

Relegationsspiele:

Das Hinspiel fand am 8. Mai 1927 in Guben, das Rückspiel am 22. Mai 1927 in Cottbus statt.
|                               | Gesamt |                                   | Hinspiel | Rückspiel |
| ----------------------------- | ------ | --------------------------------- | -------- | --------- |
| 1. FC Guben (Sieger Gauligen) | 5:3    | Cottbuser SC (Achter Bezirksliga) | 1:1      | 4:2       |

## A-Liga Oberlausitz
Die in diesem Jahr zu A-Liga Oberlausitz unbenannte Bezirksliga wurde mit folgendem Tabellenstand beendet. Der STC Görlitz wurde zum siebten Mal Oberlausitzer Fußballmeister.
| Pl. | Verein                   | Sp. | S  | U | N | Tore    | Quote | Punkte |
| --- | ------------------------ | --- | -- | - | - | ------- | ----- | ------ |
| 1.  | STC Görlitz              | 12  | 10 | 1 | 1 | 038:130 | 2,92  | 21:30  |
| 2.  | VfB Lauban               | 12  | 7  | 1 | 4 | 029:260 | 1,12  | 15:90  |
| 3.  | Gelb-Weiß Görlitz        | 12  | 5  | 3 | 4 | 034:250 | 1,36  | 13:11  |
| 4.  | Sportfreunde Seifersdorf | 12  | 5  | 3 | 4 | 022:260 | 0,85  | 13:11  |
| 5.  | VfB Sorau                | 12  | 4  | 2 | 6 | 030:370 | 0,81  | 10:14  |
| 6.  | Saganer SV (M)           | 12  | 2  | 4 | 6 | 021:230 | 0,91  | 08:16  |
| 7.  | VfB Bunzlau (N)          | 12  | 1  | 2 | 9 | 014:380 | 0,37  | 04:20  |

| (M) | Titelverteidiger Bezirk      |
| (N) | Aufsteiger aus der 1. Klasse |

Relegationsspiele:
Das Hinspiel fand am 13. März 1927 in Bunzlau, das Rückspiel am 20. März 1927 in Halbau und das Entscheidungsspiel am 3. April 1927 in Sagan statt.
|                              | Gesamt |                               | Hinspiel | Rückspiel | 3. Spiel |
| ---------------------------- | ------ | ----------------------------- | -------- | --------- | -------- |
| VfB Bunzlau (Letzter A-Liga) | 8:6    | SC Halbau (Teilnehmer B-Liga) | 3:2      | 3:4       | 2:0      |

## Bezirksliga Niederschlesien
Die Bezirksliga Niederschlesien wurde in dieser Saison in zwei Staffeln ausgespielt, deren Sieger zwei Entscheidungsspiele um die niederschlesische Meisterschaft austrugen. Am Ende setzte sich zum ersten Mal der VfB Liegnitz durch und begründete damit seine zukünftige Dominanz in Niederschlesien. Kein anderer Verein schaffte es mehr bis zur Abschaffung der Bezirksliga 1933, dem VfB Liegnitz die Meisterschaft streitig zu machen. Zur kommenden Spielzeit wurden beide Staffeln zusammengeschlossen.

### Abteilung A
| Pl. | Verein                             | Sp. | S | U | N | Tore    | Quote | Punkte |
| --- | ---------------------------------- | --- | - | - | - | ------- | ----- | ------ |
| 1.  | VfB Liegnitz                       | 8   | 6 | 1 | 1 | 023:130 | 1,77  | 13:30  |
| 2.  | FC Blitz Liegnitz                  | 8   | 5 | 2 | 1 | 018:130 | 1,38  | 12:40  |
| 3.  | DSC Neusalz                        | 8   | 3 | 1 | 4 | 012:150 | 0,80  | 07:90  |
| 4.  | Vereinigte Grünberger Sportfreunde | 8   | 2 | 1 | 5 | 014:130 | 1,08  | 05:11  |
| 5.  | SC Jauer                           | 8   | 1 | 1 | 6 | 004:170 | 0,24  | 03:13  |

### Abteilung B
| Pl. | Verein                           | Sp. | S | U | N | Tore    | Quote | Punkte |
| --- | -------------------------------- | --- | - | - | - | ------- | ----- | ------ |
| 1.  | SC Preußen 1911 Glogau           | 8   | 6 | 1 | 1 | 011:130 | 0,85  | 13:30  |
| 2.  | FV 1920 Züllichau                | 8   | 5 | 0 | 3 | 003:500 | 0,60  | 10:60  |
| 3.  | SpVgg 1896 Liegnitz (M)          | 8   | 4 | 1 | 3 | 012:800 | 1,50  | 09:70  |
| 4.  | Vgt. Sportfreunde Preußen Wohlau | 8   | 3 | 2 | 3 | 003:300 | 1,00  | 08:80  |
| 5.  | SpVgg Schupo Liegnitz            | 8   | 0 | 0 | 8 | 000:000 | 1,00  | 0:16   |

| (M) | Titelverteidiger Bezirk |

### Niederschlesische Bezirksmeisterschaft
Das Hinspiel fand am 13. Februar 1927 in Glogau, das Rückspiel am 20. Februar 1927 in Liegnitz statt.
|                                        | Gesamt |                                   | Hinspiel | Rückspiel |
| -------------------------------------- | ------ | --------------------------------- | -------- | --------- |
| SC Preußen Glogau (Sieger Abteilung B) | 02:15  | VfB Liegnitz (Sieger Abteilung A) | 0:9      | 2:6       |

## 1. Klasse Mittelschlesien
Die mittelschlesische Meisterschaft wurde zuerst in vier Gauen ausgetragen, deren Sieger für die Finalrunde qualifiziert waren. Der Breslauer FV 06 wurden zum ersten und einzigen Mal Mittelschlesischer Meister. Mittelschlesien durfte als Verbandspokalsieger eine zusätzliche Mannschaft zur Endrunde um die Verbandsmeisterschaft melden. Hierzu gab es ein gesondertes Entscheidungsspiel.

### A-Liga Breslau
| Pl. | Verein                            | Sp. | S  | U | N  | Tore    | Quote | Punkte |
| --- | --------------------------------- | --- | -- | - | -- | ------- | ----- | ------ |
| 1.  | Breslauer FV Stern 06             | 14  | 11 | 2 | 1  | 040:180 | 2,22  | 24:40  |
| 2.  | Vereinigte Breslauer Sportfreunde | 14  | 9  | 2 | 3  | 030:170 | 1,76  | 20:80  |
| 3.  | Breslauer SC 08 (M)(SOM)          | 14  | 7  | 6 | 1  | 038:230 | 1,65  | 20:80  |
| 4.  | SC Alemannia Breslau (N)          | 14  | 4  | 3 | 7  | 018:230 | 0,78  | 11:17  |
| 5.  | SC Vorwärts Breslau               | 14  | 3  | 5 | 6  | 023:310 | 0,74  | 11:17  |
| 6.  | SC Hertha Breslau                 | 14  | 2  | 6 | 6  | 022:300 | 0,73  | 10:18  |
| 7.  | SC Schlesien 1901-Rapid Breslau   | 14  | 4  | 2 | 8  | 020:310 | 0,65  | 10:18  |
| 8.  | VfB Breslau                       | 14  | 2  | 2 | 10 | 016:340 | 0,47  | 06:22  |

| (SOM) | Südostdeutscher Titelverteidiger |
| (M)   | Titelverteidiger Bezirk          |
| (N)   | Aufsteiger aus der B-Liga        |

### Gau Oels
| Pl. | Verein                | Sp. | S | U | N | Tore    | Quote | Punkte |
| --- | --------------------- | --- | - | - | - | ------- | ----- | ------ |
| 1.  | VfR Oels              | 6   | 5 | 1 | 0 | 007:300 | 2,33  | 11:10  |
| 2.  | SpVgg 08 Oels         | 6   | 4 | 0 | 2 | 011:110 | 1,00  | 08:40  |
| 3.  | SC Preußen Festenberg | 6   | 1 | 1 | 4 | 005:100 | 0,50  | 03:90  |
| 4.  | SSC 1901 Oels         | 6   | 1 | 0 | 5 | 005:400 | 1,25  | 02:10  |

### Gau Brieg
| Pl. | Verein               | Sp. | S | U | N | Tore    | Quote | Punkte |
| --- | -------------------- | --- | - | - | - | ------- | ----- | ------ |
| 1.  | SpVgg 1910 Brieg (N) | 8   | 5 | 1 | 2 | 018:130 | 1,38  | 11:50  |
| 2.  | SSVgg Grottkau       | 8   | 4 | 2 | 2 | 017:140 | 1,21  | 10:60  |
| 3.  | SC Brega Brieg       | 8   | 4 | 1 | 3 | 013:160 | 0,81  | 09:70  |
| 4.  | SSC Brieg            | 8   | 3 | 2 | 3 | 021:180 | 1,17  | 08:80  |
| 5.  | SC Preußen Brieg     | 8   | 0 | 2 | 6 | 010:180 | 0,56  | 02:14  |

| (N) | Aufsteiger aus der 2. Klasse |

### Gau Namslau
| Pl. | Verein                 | Sp. | S | U | N | Tore    | Quote | Punkte |
| --- | ---------------------- | --- | - | - | - | ------- | ----- | ------ |
| 1.  | SC Preußen Namslau     | 6   | 5 | 0 | 1 | 012:400 | 3,00  | 10:20  |
| 2.  | SV Schlesien Namslau   | 6   | 5 | 0 | 1 | 011:700 | 1,57  | 10:20  |
| 3.  | Sportfreunde Bernstadt | 6   | 2 | 0 | 4 | 008:900 | 0,89  | 04:80  |
| 4.  | VfB 1921 Carlsruhe     | 6   | 0 | 0 | 6 | 002:130 | 0,15  | 0:12   |

Entscheidungsspiel Platz 1:
| Datum           |                    | Ergebnis |                      | Ort     |
| --------------- | ------------------ | -------- | -------------------- | ------- |
| 23. Januar 1927 | SC Preußen Namslau | 3:0      | SV Schlesien Namslau | Namslau |

### Mittelschlesische Bezirksmeisterschaft
Vorrunde:
| Datum            |                    | Ergebnis |                       | Ort     |
| ---------------- | ------------------ | -------- | --------------------- | ------- |
| 13. Februar 1927 | SC Preußen Namslau | 0:7      | Breslauer FV Stern 06 | Namslau |
| 13. Februar 1927 | SpVgg 1910 Brieg   | 2:3      | VfR Oels              | Brieg   |

Finale:
| Datum            |                       | Ergebnis |          | Ort     |
| ---------------- | --------------------- | -------- | -------- | ------- |
| 20. Februar 1927 | Breslauer FV Stern 06 | 9:0      | VfR Oels | Breslau |

Entscheidungsspiel zusätzlicher Teilnehmer Endrunde:
| Datum            |                             | Ergebnis |                | Ort     |
| ---------------- | --------------------------- | -------- | -------------- | ------- |
| 13. Februar 1927 | Vgt. Breslauer Sportfreunde | 3:2      | SC Brega Brieg | Breslau |

## Bezirksliga Oberschlesien
Die Bezirksliga Oberschlesien wurde in dieser Saison erstmals in einer Gruppe ausgetragen, welche die SpVgg Vorwärts-Rasensport Gleiwitz gewann und somit Oberschlesischer Meister wurde.
| Pl. | Verein                               | Sp. | S | U | N  | Tore    | Quote | Punkte |
| --- | ------------------------------------ | --- | - | - | -- | ------- | ----- | ------ |
| 1.  | SpVgg Vorwärts-Rasensport Gleiwitz B | 14  | 9 | 5 | 0  | 045:180 | 2,50  | 23:50  |
| 2.  | Beuthener SuSV 09                    | 14  | 8 | 3 | 3  | 040:230 | 1,74  | 19:90  |
| 3.  | VfB 1910 Gleiwitz (M)                | 14  | 8 | 2 | 4  | 051:370 | 1,38  | 18:10  |
| 4.  | SC Preußen Zaborze                   | 14  | 8 | 0 | 6  | 043:250 | 1,72  | 16:12  |
| 5.  | SpVgg Deichsel Hindenburg (N)        | 14  | 5 | 3 | 6  | 042:460 | 0,91  | 13:15  |
| 6.  | Vgt. Oppelner Sportfreunde           | 14  | 3 | 4 | 7  | 032:420 | 0,76  | 10:18  |
| 7.  | SV Preußen Ratibor                   | 14  | 3 | 1 | 10 | 017:480 | 0,35  | 07:21  |
| 8.  | SV 1919 Ostrog                       | 14  | 2 | 2 | 10 | 017:480 | 0,35  | 06:22  |

| (M) | Titelverteidiger Bezirk      |
| (N) | Aufsteiger aus der 1. Klasse |

Relegationsspiele:
Das Hinspiel fand am 1. Mai 1927 in Ostrog, das Rückspiel am 8. Mai 1927 in Hindenburg statt.
|                                      | Gesamt |                                                    | Hinspiel | Rückspiel |
| ------------------------------------ | ------ | -------------------------------------------------- | -------- | --------- |
| SV 1919 Ostrog (Letzter Bezirksliga) | 1:4    | SV Delbrückschächte Hindenburg (Sieger 1. Klassen) | 1:4      | 0:0       |

## Bezirksliga Bergland
Die Bezirksliga Bergland wurde in zwei Gruppen ausgespielt. Bezirksmeister wurde der SV Preußen Glatz.

### Bergland Ostkreis
Da nach Ende der Gruppenphase noch 3 Mannschaften punktgleich waren, wurde ein Entscheidungsturnier ausgespielt.
| Pl. | Verein                             | Sp. | S | U | N | Tore    | Quote | Punkte |
| --- | ---------------------------------- | --- | - | - | - | ------- | ----- | ------ |
| 1.  | SV Preußen Glatz                   | 10  | 6 | 1 | 3 | 019:130 | 1,46  | 13:70  |
| 2.  | SpVgg 1908 Reichenbach             | 10  | 6 | 1 | 3 | 030:220 | 1,36  | 13:70  |
| 3.  | VfR 1915 Schweidnitz               | 10  | 6 | 1 | 3 | 027:220 | 1,23  | 13:70  |
| 4.  | RSV Hertha Münsterberg             | 10  | 5 | 0 | 5 | 025:190 | 1,32  | 10:10  |
| 5.  | Vereinigte Strehlener Sportfreunde | 10  | 3 | 4 | 3 | 016:160 | 1,00  | 10:10  |
| 6.  | Schweidnitzer FV 1911              | 10  | 0 | 1 | 9 | 004:290 | 0,14  | 01:19  |

Entscheidungsrunde:
| Pl. | Verein                 | Sp. | S | U | N | Tore    | Quote | Punkte |
| --- | ---------------------- | --- | - | - | - | ------- | ----- | ------ |
| 1.  | SV Preußen Glatz       | 2   | 2 | 0 | 0 | 011:100 | 11,00 | 04:0   |
| 2.  | VfR 1915 Schweidnitz   | 2   | 1 | 0 | 1 | 001:500 | 0,20  | 02:20  |
| 3.  | SpVgg 1908 Reichenbach | 2   | 0 | 0 | 2 | 000:600 | 0,00  | 0:40   |

### Bergland Westkreis
| Pl. | Verein                           | Sp. | S  | U | N | Tore    | Quote | Punkte |
| --- | -------------------------------- | --- | -- | - | - | ------- | ----- | ------ |
| 1.  | SV Silesia Freiburg              | 12  | 11 | 0 | 1 | 032:100 | 3,20  | 22:20  |
| 2.  | SV Hirschberg 1919 (M)           | 12  | 11 | 0 | 1 | 047:160 | 2,94  | 22:20  |
| 3.  | Waldenburger SV 09               | 12  | 7  | 1 | 4 | 029:190 | 1,53  | 15:90  |
| 4.  | SV Preußen Waldenburg-Altwasser  | 12  | 5  | 2 | 5 | 014:170 | 0,82  | 12:12  |
| 5.  | Vgt. Striegauer Sportfreunde (N) | 12  | 3  | 2 | 7 | 015:340 | 0,44  | 08:16  |
| 6.  | SC Sportfreunde Liebau           | 12  | 2  | 1 | 9 | 003:440 | 0,07  | 05:19  |
| 7.  | SV Preußen Bad Warmbrunn C       | 6   | 0  | 0 | 6 | 000:000 | 1,00  | 0:12   |

| (M) | Titelverteidiger Bezirk      |
| (N) | Aufsteiger aus der 1. Klasse |

Entscheidungsspiel Platz 1:
| Datum           |                    | Ergebnis |                     | Ort        |
| --------------- | ------------------ | -------- | ------------------- | ---------- |
| 6. Februar 1927 | SV Hirschberg 1919 | 5:0      | SV Silesia Freiburg | Waldenburg |

### Entscheidungsspiele Abstieg
Spiel um Klassenerhalt:
| Datum        |                       | Ergebnis |                        | Ort        |
| ------------ | --------------------- | -------- | ---------------------- | ---------- |
| 15. Mai 1927 | Schweidnitzer FV 1911 | D n/A D  | SC Sportfreunde Liebau | Waldenburg |

Relegationsspiele:
Das Hinspiel fand am 29. Mai 1927 in Liebau, das Rückspiel am 12. Juni 1927 in Langenbielau statt. Das Ergebnis des Rückspiels ist nicht überliefert.
|                        | Gesamt |                  | Hinspiel | Rückspiel |
| ---------------------- | ------ | ---------------- | -------- | --------- |
| SC Sportfreunde Liebau | 1:5    | VfB Langenbielau | 1:5      | n/A       |

### Bezirksmeisterschaft Bergland
Das Hinspiel fand am 13. Februar 1927 in Glatz, das Rückspiel am 20. Februar 1927 in Hirschberg statt.
|                                    | Gesamt |                                       | Hinspiel | Rückspiel |
| ---------------------------------- | ------ | ------------------------------------- | -------- | --------- |
| SV Preußen Glatz (Sieger Ostkreis) | 6:3    | SV Hirschberg 1919 (Sieger Westkreis) | 2:2      | 4:1       |

## Endrunde
Die Endrunde um die Südostdeutsche Fußballmeisterschaft wurde in der Saison 1926/27 erneut als Rundenturnier ausgetragen. Qualifiziert waren die Sieger der 6 Bezirksklassen, der Titelverteidiger Breslauer SC 08 sowie die Vereinigten Breslauer Sportfreunde, da der Bezirk Mittelschlesien auf Grund des gewonnenen Verbandspokales einen weiteren Teilnehmer stellen durfte. Die Breslauer Sportfreunde wurden zum sechsten und letzten Mal südostdeutscher Meister.
| Pl. | Verein                                                                  | Sp. | S | U | N | Tore    | Quote | Punkte |
| --- | ----------------------------------------------------------------------- | --- | - | - | - | ------- | ----- | ------ |
| 1.  | Vereinigte Breslauer Sportfreunde (zusätzl. Teilnehmer Mittelschlesien) | 7   | 5 | 1 | 1 | 020:900 | 2,22  | 11:30  |
| 2.  | Breslauer FV 06-Stern (Sieger Bezirk Mittelschlesien)                   | 7   | 5 | 1 | 1 | 013:700 | 1,86  | 11:30  |
| 3.  | Breslauer SC 08 (SOM) (Titelverteidiger)                                | 7   | 4 | 1 | 2 | 025:120 | 2,08  | 09:50  |
| 4.  | FV Brandenburg Cottbus (Sieger Bezirk Niederlausitz)                    | 7   | 3 | 3 | 1 | 022:160 | 1,38  | 09:50  |
| 5.  | SpVgg Vorwärts-Rasensport Gleiwitz (Sieger Bezirk Oberschlesien)        | 7   | 4 | 0 | 3 | 024:130 | 1,85  | 08:60  |
| 6.  | VfB Liegnitz (Sieger Bezirk Niederschlesien)                            | 7   | 2 | 0 | 5 | 015:180 | 0,83  | 04:10  |
| 7.  | STC Görlitz (Sieger Bezirk Oberlausitz)                                 | 7   | 2 | 0 | 5 | 012:230 | 0,52  | 04:10  |
| 8.  | SV Preußen Glatz (Sieger Bezirk Bergland)                               | 7   | 0 | 0 | 7 | 004:370 | 0,11  | 0:14   |

| (SOM) | südostdeutscher Titelverteidiger |

Entscheidungsspiel Platz 1:
| Datum       |                             | Ergebnis |                 | Ort     |
| ----------- | --------------------------- | -------- | --------------- | ------- |
| 1. Mai 1927 | Vgt. Breslauer Sportfreunde | 5:0      | Breslauer FV 06 | Breslau |